# Мартин Хатала
Мартин Хатала (слч. Martin Hattala; 4. новембар 1821 — 11. децембар 1903) је био словачки педагог и филолог, римокатолички теолог и лингвиста. Аутор је прве граматике словачког језика Grammatica linguae slovenicae collatae cum proxime cognata bohemica 1850. Најпознатији је по нормирању словачког књижевног језика на основи средње–словачког дијалекта, реформи Људовита Штура, Михала Милослава Хоџа, у коју је увео етимолошки принцип на словачком језику.

## Биографија
Рођен је 4. новембра 1821. у Трстени. Након средње школе је припадао католичком реду пијариста. Студирао је у Братислави, филозофију у Трнави и теологију и славистику у Бечу. Године 1848. је постао католички свештеник, посветио се славистици. Постављен је 1850. године за професора словенских језика на гимназији и реалној школи у Братислави.  Године 1852. је објавио кратку словачку граматику Kratka mluvnica Slovenská. По препоруци Павела Јосефа Шафарика је студирао славистику на Карлов универзитету. Године 1853. је постао доцент, а затим и ванредни професор славенске филологије у Прагу. Од 1864. године је радио као редовни професор. Учествовао је у полемикама са Францом Миклошичом, Шлајхером и Аугустом Лескином. Од 1863. године је био члан Друштва српске словесности, од 1864. Српског ученог друштва и од 1892. Српске краљевске академије. Преминуо је 11. децембра 1903. у Прагу.

## Лингвистичка публикација
- Grammatica linguae slovenicae collatae cum proxime cognata bohemica (1850)
- Krátka mluvnica slovenská (1852)
- Zvukosloví jazyka staro- i novo českého a slovenského (1854)
- O poměru Cyrillčiny k nynějším nářečím (1855)
- Skladba jazyka českého (Prague 1855)
- Srovnávací mluvnice jazyka českého a slovenského (1857)
- O ablativě ve slovančině a litvančině (1857—1858)
- Mnich Chrabr, příspěvek k objasnění původu písma slovanského (1858)
- Mluvnica jazyka slovenského I., II. (1864, 1865)
- Počátečné skupeniny souhlásek československých (1870)
- Brus jazyka českého. Příspěvek k dějinám osvěty vůbec a slovanské i české zvláště (Праг, 1877)